# Alexandre Milon de Mesme

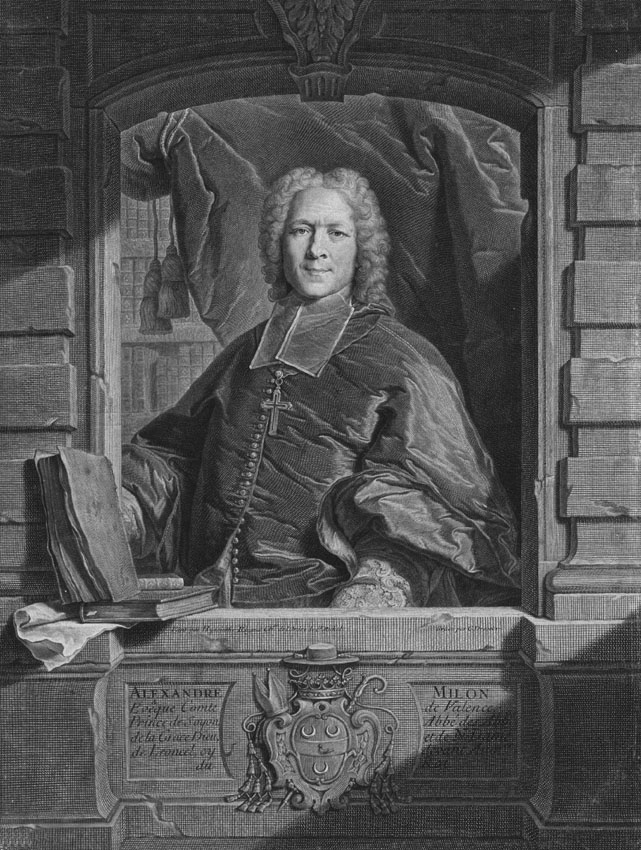
Graaf-bisschop en abt Milon

Alexandre Milon (de Mesme) (Parijs, 4 juni 1688 – Saint-Benoît-sur-Loire, 18 november 1771) was graaf-bisschop van Valence (1725-1771) in het koninkrijk Frankrijk. Deze prelaat was ook abt in titel.

## Levensloop
Milon werd priester gewijd in 1714. In 1725 werd hij aangesteld tot bisschop van Valence, in de provincie Dauphiné en een jaar later tot bisschop gewijd. Zijn pontificaat duurde 46 jaar. 
In deze periode was hij de bouwheer van belangrijke barokke verfraaiingen in de Sint-Apollinariskathedraal van Valence. Zo financierde hij de bouw van een balkon met barokorgel. Tevens verfraaide hij het bisschoppelijk paleis. 
Milon was eveneens titulair abt van een aantal abdijen. Dit bezorgde hem bijkomende inkomsten via het systeem van de prebenden. Zo werd hij abt van de abdij van Léoncel, een Cisterciënzerabdij (1729), van de benedictijner abdij van Fleury (1742), alsook van de Norbertijnen van Val-Secret in Brasles (1755). Hij stief in de abdij van Fleury in Saint-Benoît-sur-Loire. Bij testament ging geheel zijn vermogen naar de armen van Valence.
- Bibliothèque nationale de France: cb10697961f (data)
- Gemeinsame Normdatei: 103117818X
- International Standard Name Identifier: 0000 0000 6173 2599
- Système universitaire de documentation: 147891817
- Virtual International Authority File: 89235043
- WorldCat: E39PBJmdvj7BXtMtGtTR4WTJXd